# Bye Bye Beautiful
«Bye Bye Beautiful» (в переводе с англ. — «Пока-Пока, Красавица») — песня финской метал-группы Nightwish с альбома Dark Passion Play, выпущенная в 2007 году отдельным синглом. Песня написана лидером группы, клавишником Туомасом Холопайненом и бас-гитаристом Марко Хиетала, который также исполняет её в качестве вокалиста.

## Список композиций

### Bye Bye Beautiful (CD)
1. Bye Bye Beautiful — 4:14
2. The Poet and the Pendulum (Demo version) — 13:41
3. Escapist (Non album track) — 4:57
4. Bye Bye Beautiful (DJ Orkidea remix) — 12:00

### Bye Bye Beautiful (DVD)
Видео:
1. Bye Bye Beautiful — Music Video (5.1 sound)
2. Bye Bye Beautiful — Music Video (2.0 sound)
3. Bye Bye Beautiful — Making Of Documentary
4. Amaranth — Music Video (5.1 Sound)
5. Amaranth — Music Video (2.0 Sound)
6. While Your Lips Are Still Red (Bonus music video)

Аудио:
1. Bye bye beautiful
2. The poet and the pendulum (Demo version)
3. Escapist (Non album track)
4. Bye bye beautiful (DJ Orkidea remix)

### Bye Bye Beautiful (12" vinyl version)
1. Bye Bye Beautiful
2. The Poet And The Pendulum (demo version)
3. Escapist (Non album track)

## Состав
- Туомас Холопайнен — клавишные, композитор
- Анетт Ользон — вокал
- Эмппу Вуоринен — гитара
- Марко Хиетала — бас-гитара, вокал
- Юкка Невалайнен — ударные